# Kovanice (zámek)
Kovanice jsou zámek ve stejnojmenné vesnici jihovýchodně od Nymburka ve Středočeském kraji. Zámek na místě starší tvrze byl založen v renesančním slohu Václavem Březským po roce 1585. Během následujících staletí se majitelé sídla často měnili. Patřili k nim mimo jiné příslušníci rodů Kaplířů ze Sulevic, Bubnů z Litic nebo Morzinů. V 17. století byl zámek barokně přestavěn. Jeho areál včetně ohradní zdi s pilířovou bránou je chráněn jako kulturní památka.

## Historie
Prvním panským sídlem v Kovanicích byla snad už ve 13. století tvrz, ve které mohl bydlet Sudomír z Kovanic připomínaný roku 1266. V letech 1318–1323 vesnice s tvrzí patřila Bohuslavě z Klučova a roku 1376 vdově Elišce z Lichtenburka. V padesátých letech 15. století zemřeli Kryštof z Věžek a jeho sestra Markéta, takže se Kovanice staly odúmrtí, kterou roku 1459 získal Petr ze Snětu, byť část vesnice si nejspíše nárokoval také Vítek z Kunštátu. V roce 1548 vesnici vlastnili bratři Jan a Zikmund Chvalovští z Ledec a roku 1570 bratři Jan Zikmund a Václav ze stejného rodu. Majetek po Janovi († 1577) a Zikmundovi zdědil Janův syn Karel Chvalovský. Kovanice mu patřily ještě roku 1581, ale krátce potom zemřel. Jeho dcera Anna Alžběta zemřela roku 1583 a vesnice připadla jejím tetám Markétě a Veronice, které statek v roce 1585 prodaly Václavovi Březskému z Ploskovic.
Václav Březský starou tvrz rozšířil o renesanční zámek. Poté se v krátké době vystřídalo mnoho majitelů. Václav Březský statek prodal Karlovi z Biberštejna, ale ten krátce poté zemřel a sídlo zdědil jeho syn Adam z Biberštejna. Od něj tvrz roku 1594 koupila nymburská měšťanka Anna Hlavnicová se synem Martinem Hlavnicem. Jeho podíl v roce 1600 zdědil nezletilý syn, za něhož majetek spravovala babička Anna. Roku 1603 Kovanice prodala Barboře Křinecké ze Žerotína na Rožďalovicích. Její synové August a Karel Jindřich Křinečtí vedli po matčině smrti spor o majetek s Kašparem Melicharem ze Žerotína, který skončil roku 1609 Kašparovým vyplacením. Bratří vzápětí po vyřešení sporu statek prodali Johaně Švihovské ze Sloupna.
Některý z majitelů během 17. století zámek přestavěl v barokním slohu. Po Johaně Švihovské zámek zdědila dcera z prvního manželství Alena Střelová z Rokyc, která se provdala za Karla Krakovského z Kolovrat. Ten zemřel okolo roku 1629 a jejich synové Kryštof Jindřich a Jan Dorota panství roku 1630 prodali Václavovi Kaplíři ze Sulevic. Václav na zámku sídlil tři roky a potom jej prodal Petrovi Štirnskému ze Štirnu. Ve druhé polovině 17. století se ve vlastnictví zámku v roce 1668 vystřídali hrabě Ludvík z Colloredo-Waldsee s hrabětem Ferdinandem Ignácem Matyášem Gallasem. Hned následujícího roku statek koupil Jan Petr Hubryk z Hernštorfu a od něj v roce 1676 Bohuslav Vratislav Jezberovský z Olivové hory. Bohuslav zemřel roku 1679 a Kovanice po něm zdědila nezletilá dcera Angelina Markéta, které statek patřil do roku 1691. Dalším majitelem se stal hrabě Pavel Tomáš z Morzinu († 1697), jehož potomkům Kovanice patřily do začátku 18. století.
Na začátku 18. století Kovanice od Pavla Morzina koupil hrabě Jan Václav z Bubna a Litic, od kterého je roku 1730 převzal hrabě Maxmilián Lažanský. Během válek o rakouské dědictví zámek roku 1744 vydrancovalo pruské vojsko. Po Lažanských ve třetí čtvrtině 18. století Kovanice získali Antonín a Kateřina z Rychtrů. Buď Lažanští nebo Rychtrové nechali upravit interiéry prvního patra ve stylu rokoka. Roku 1835 byl součástí zámeckého hospodářského dvora pivovar.
Roku 1845 kovanický zámek koupil svobodný pán Jiří Šimon ze Siny, který jej připojil k poděbradskému panství. Zámek ztratil sídelní funkci a po roce 1854 v něm po určitou dobu fungovala škola.

## Stavební podoba

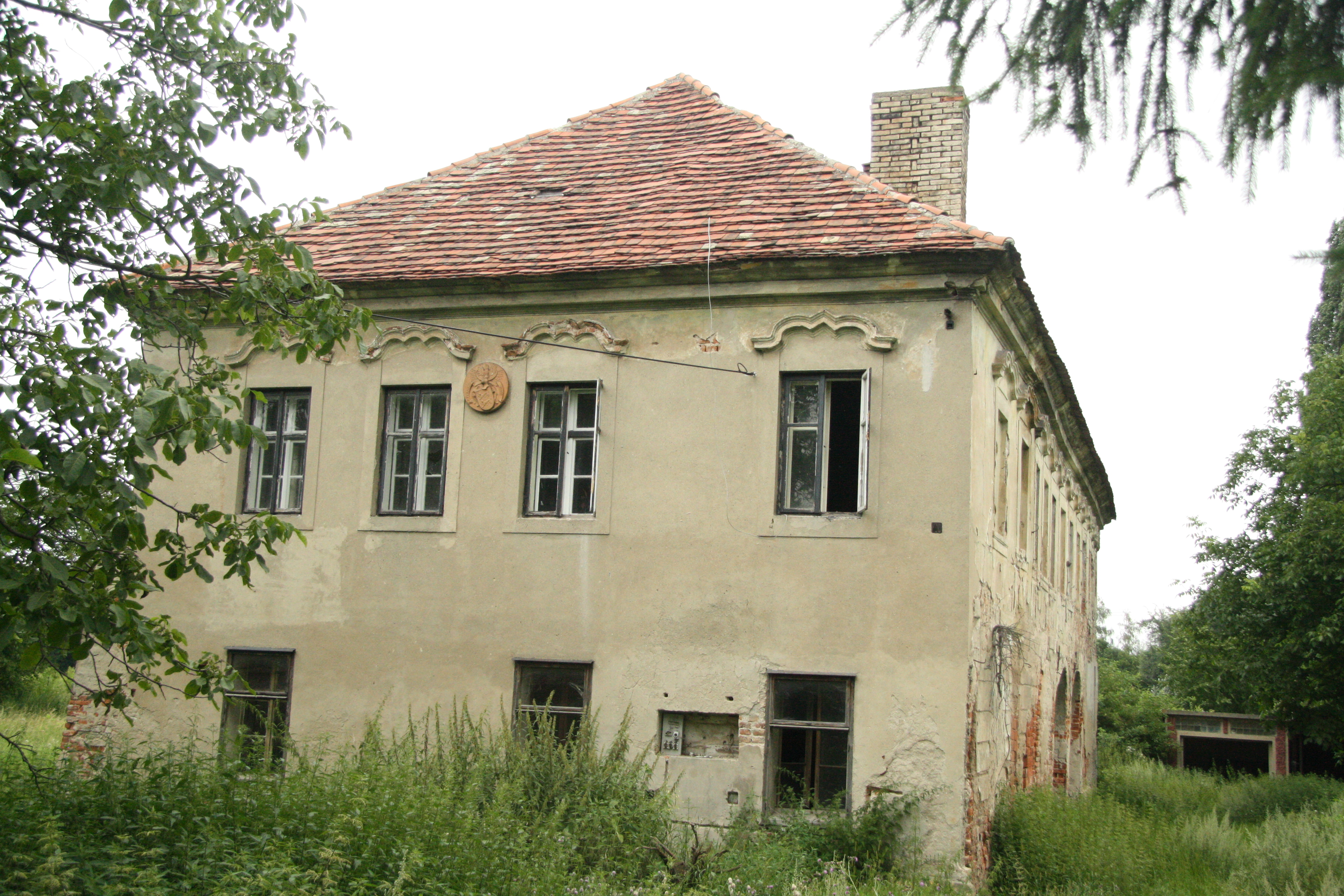
Boční průčelí s kameninovým erbem rodu Hohenlohe

Dochovaná podoba kovanického zámku pochází z poloviny 18. století. Hlavní jednopatrová budova zámku má dvanáct okenních os. Zdi jsou podepřené mohutnými opěráky a fasády člení barokní prolamované nadokenní římsy. Dovnitř se vstupuje bosovaným půlkruhovým portálem. Nádvorní strana se do dvora otevírá křížově sklenutou arkádou. Na opačné straně bývaly v omítce patrné renesanční sgrafita. Přízemní prostory jsou částečně zaklenuté křížovými klenbami, ale ve dvou místnostech býval renesanční dřevěný strop. V pěti místnostech prvního patra se dochovala rokoková nástropní zrcadla. Štuky byla vyzdobena také zámecká kaple.